# Невада (округ, Калифорния)
Нева́да (англ. Nevada) — округ в северной части штата Калифорния, расположенный в горах Сьерра-Невада. Население округа, по данным переписи 2000 года, составляет 92 033 человека. Окружной центр — город Невада-Сити.

## История
Округ Невада образован в 1851 году из части территорий округа Юба. Своё название округ получил в честь города Невада-Сити, который был назван в честь гор Сьерра-Невада. Слово «невада» переводится с испанского языка как «снежный» или «покрытый снегом».

## География
Общая площадь округа равняется 2522,6 км², из которых 2480 км² (98,27 %) составляет суша и 44 км² (1,73 %) — вода, в том числе озеро Доннер.
На севере Невада граничит с округом Сьерра, на востоке с округом Уошо соседнего штата Невада, на юге с Пласером, на западе с округом Юба.

### Города
В округе расположено три города:
- Грасс-Валли
- Невада-Сити
- Траки

а также несколько десятков посёлков, в том числе исторический Раф-энд-Рэди.

## Автодороги федерального и регионального значения
- I-80
- SR 20
- SR 49
- SR 89
- SR 174